# 삼성 비자금 의혹 관련 특별검사
삼성 비자금 의혹 관련 특별검사(간단히 삼성 특검)은 2007년 11월 23일 국회에서 통과된 삼성그룹의 불법비자금 의혹을 수사하기 위한 '삼성 비자금 의혹관련 특별검사의 임명 등에 관한 법률'에 의하여 실시되게 되었다.

## 관련 사건
"삼성 비자금 의혹관련 특별검사의 임명 등에 관한 법률"에서는 삼성 특검의 수사 범위를 삼성의 지배권 승계와 관련된 고소, 고발된 4개의 사건 및 김용철 변호사가 주장한 비자금 조성과 로비의혹으로 한정했다. 여기서 언급된 4개의 사건은 서울 통신기술과 삼성 에버랜드의 전환사채 발행, 삼성SDS 신주인수권부사채 저가 배정 사건, e삼성의 회사 지분거래 등이다.

### 삼성 에버랜드 전환사채 발행
1996년 12월 삼성 에버랜드가 전환사채를 헐값에 발행해 이재용을 제외한 97%의 주주가 전환사채를 인수 직후 실권함으로써 이재용이 집중적으로 전환사채를 가질 수 있었던 사건이다. 2000년 6월 법학교수 43명이 이건희 회장 등을 업무상 배임 혐의로 고발하였으나, 검찰은 2003년 12월 공소시효를 하루 앞두고 여론에 떠밀려 이건희 회장을 제외한 허태학, 박노빈 전 현직 에버랜드 사장만을 불구속 기소했다. 1심과 2심에서 모두 유죄를 선고받았으나, 대법원은 전환사채 발행 과정에서 형식적으로 주주 배정방식을 취했기 때문에 회사에 끼친 손해가 없다며 무죄를 선고했다.

### 삼성SDS 신주인수권부사채 저가 배정 사건
1999년 2월 당시 비상장회사였던 삼성SDS의 이사회는 삼성SDS의 신주인수권부사채(BW)를 이재용씨 등에게 발행하면서 시장 가격에 비해 훨씬 저렴한 가격에 삼성SDS 주식을 인수할 수 있게 했고, 이에 대해 1999년 참여연대는 삼성SDS 이사들을 배임혐의로 고발했다.
이 사건은 검찰에 의해 6번 불기소되었고 결국 김용철 변호사의 양심선언 후 제정된 삼성 비자금 의혹 관련 특별검사의 임명 등에 관한 법률에 따라 특별검사 조준웅이 임명된 뒤, 특검의 기소로 심리가 시작되었다.

### 서울통신기술의 전환사채 발행
1996년 11월 비상장 삼성계열사인 서울통신기술은 주당 5천원에 총 20억원어치의 전환사채를 발행했고, 이재용은 이 중 75% 이상인 15억 2천만원어치를 인수하고, 12월 10일 모두 주식으로 전환한다. 이재용이 주당 5천원에 주식을 매입한 것과 달리 삼성전자는 12월 4일 서울통신기술의 주식을 기존 주주로부터 주당 1만 9천원에 20만주를 사들인다. 참고로 서울통신기술의 95년 말 주당 순자산가치는 1만5천원에 육박했으며, 주당 순이익도 1만124원에 달했다. 에버랜드의 전환사채 발행과 시기나 방법(비상장 계열사를 이용한 경영권 승계)으로나 매우 유사하다.
서울통신기술의 회사 매출은 95년 393억원에서 2005년 10월 21일 2911억원으로 7배 이상 늘었다. 삼성전자는 98년과 99년에 걸쳐 구조조정을 진행하며 홈네트워크 사업관련 자산 및 사업권 일체를 99년 서울통신기술에 양도했고, 참여연대는 이에 대해 대한민국 공정거래위원회에 조사를 요청했다. 1999년 말 서울통신기술이 삼성전자와 맺고 있는 매출거래는 60%에 달한다.
2005년 10월 31일 참여연대는 서울통신기술의 임원들을 배임혐의로 삼성SDS 사건과 함께 고발했고, 2006년 11월 14일 서울중앙지검은 이재용의 이득액이 50억을 넘지 않을 경우 공소시효가 7년(넘을 경우 10년)이며, 이재용의 이득액이 50억을 넘는다고 단정하기 어렵다는 이유로 불기소처분했다. 삼성 특검은 이 기록을 인수해 조사했으나, 삼성 특검의 조사 당시 10년의 공소시효 역시 완성되었기에 불기소처분했다.

### e삼성의 회사 지분 거래
2000년 5월 이재용은 인터넷 부문 사업에 뛰어들어 삼성의 인터넷 사업의 지주회사격인 e삼성 지분의 60% 등 각종 인터넷 기업의 지분을 취득한다. (삼성SDS와 에버랜드가 20%,임직원이 20%의 지분 소유) 2000년 9월 28일 참여연대는 대한민국 공정거래위원회에 이재용씨가 최대 주주로 알려진 인터넷 벤처기업들(e삼성, e삼성인터내셔널,cgl.com, ㈜뱅크풀,㈜가치네트 ㈜이니스 ㈜Fn가이드 인스밸리)에 대한 변칙증여 사실 조사를 요청하기도 했다.
하지만 2001년 2월 삼성그룹은 e삼성 계열의 비수익사업을 통폐합하거나 청산하겠다는 계획을 발표한 뒤,  2001년 3월 27일 이재용의 지분을 계열사에게 넘기겠다고 발표하면서 e삼성 지분 60%는 제일기획이, e삼성인터내셔널 지분 60%는 삼성SDS, 삼성SDI, 삼성전기가, 가치네트는 삼성카드, 삼성캐피탈, 삼성증권에서, 시큐아이닷컴은 에스원에서 각각 인수할 예정이라고 밝혔고, 이후 삼성의 각 계열사들은 공시를 통해 이재용의 지분을 인수했음을 알렸다.
11월 19일 YTN에서 삼성의 대한민국 공정거래위원회 e삼성의 지분 인수에 대한조사에 대비한 시나리오가 작성된 문건을 공개하기도 했다. 참여연대는 이런 계열사들의 주식 인수에 대해 "이재용씨의 경영권 승계과정의 하나로 추진된 인터넷 사업실패에 따른 경제적 손실과 사회적 명성의 훼손을 막기 위해 매입"한 것이라며 2005년 10월 13일 주식을 인수한 계열사의 경영진을 업무상 배임혐의로 고발했다.
2008년 3월 13일 특검은 이 혐의에 대해 증거 없음을 이유로 불기소 처분을 내렸고, 참여연대와 경제개혁연대는 이에 항고했다. 1주일 뒤 검찰은 공소시효 만료를 이유로 다시 불기소 처분을 내렸고, 두 단체는 4월 21일 공소시효가 10년이라며 재항고했다.

## 수사 과정

### 특별검사 임명
2007년 12월 20일 이진강 대한변협 회장이 추천한 세명의 특검후보중 조준웅 변호사를 노무현 대통령이 특별검사로 임명하였다. 또 다른 후보였던 고영주변호사도 조준웅 변호사처럼 공안통 검사 출신이었다. 마지막 후보였던 정홍원 변호사도 검찰 출신으로서 소속 로펌이 삼성측 사건을 상당부분 맡고 있었다. 민변이나 천주교정의구현 사제단은 대한변협 42대 회장을 지냈던 박재승변호사를 강력추천하였으나 받아들여지지 않았다. 민주노동당 측은 "특검후보추천권에 관한 당초의 안은 국회의장이 특검후보추천위원회를 설치하고 거기서 추천하는 것이었으나 한나라당과 합의하는 과정에서 그만 특검후보추천권을 변협에게 양보한 것이 큰 실수였다"고 주장했다.
이후 특별검사를 조준웅으로 하는 수사팀이 마련되었다. 이 수사팀에는 특별검사보 윤정석, 조대환, 제갈복성, 파견검사 강찬우, 이원곤, 이주형을 비롯해 특별수사관 30명, 기타 직원 20여 명이 소속되어 있었다.

### 수사 진행
- 2008년 1월 14일

특검 수사팀은 서울 이태원동에 위치한 이건희 회장의 개인 집무실 승지원을 전격 압수수색했다
- 2008년 1월 15일

특검 수사팀은 삼성 그룹 본관 내 이건희 회장의 집무실과 이학수 부회장 집무실, 재무팀, 법무팀 등 전략기획실 핵심 부서들 그리고 경기도 과천, 수원에 있는 전산센터, 이건희 회장 자택을 압수수색했다.
- 2008년 1월 18일

특검 수사팀은 성영목 신라호텔 사장을 소환하여 조사하였다.
- 2008년 1월 19일

특검 수사팀은 김동식 전 삼성 SDI 독일법인 상무(현 제일기획 전무)와 자금 운용 담당 전 삼성증권 전무인 김상기(현 삼성벤처투자 사장)를 소환하여 조사하였다.
특검 수사팀은 홍석현 중앙일보 회장을 출국금지하였다.
- 2008년 1월 20일

특검 수사팀은 윤형모 삼성화재해상보험 부사장과 이실 삼성전자 부사장 등 임원 2명을 참고인 자격으로 소환해 조사하였다.
- 2008년 1월 21일

특검 수사팀은 미술품 수천점이 보관돼 있는 삼성 에버랜드 물품 창고에 대해 압수수색하였다.
- 2008년 1월 22일

삼성 에버랜드 물품 창고에 대한 압수수색을 계속 하였으나, 로이 리히텐슈타인의 행복한 눈물은 발견하지 못하였다.
특검 수사팀은 이순동 삼성 전략기획실 사장과 이형도 삼성전기 부회장을 참고인으로 불러 조사하였다.
- 2008년 1월 23일

특검 수사팀은 김용철 변호사가 이건희 회장의 부인 홍라희씨가 회사 비자금으로 구입했다고 지목한 미술품 가운데 일부를 삼성 에버랜드 근처 창고를 압수수색하는 과정에서 찾았다고 밝혔다.
민주사회를 위한 변호사 모임과 참여연대는 "비자금 조성 의혹 등에 대한 검찰 및 특검 수사에 대비해 삼성그룹이 관련 증거를 조직적으로 인멸, 은닉했다"며 삼성그룹 전략기획실 및 삼성전자 경영지원총괄본부 임직원들을 서울지검에 고발했다.
- 2008년 1월 25일

특검 수사팀은 새벽 3시 삼성화재 본사를 압수수색했다. 또한 서울 수유리, 수원의 삼성화재 전산센터와 과천의 그룹전산센터등 5곳에서도 압수수색을 동시에 진행하여 전산자료를 확보하였다.
특검 수사팀은 삼성 일가를 대리해 고가 미술품을 샀다는 의혹을 받고 있는 홍송원 서미 갤러리 대표를 소환조사하였다.
- 2008년 1월 26일

특검 수사님은 제일모직 원종운 전무 등 그룹 내 간부급 인사 3명을 참고인 자격으로 소환하여 조사하였고, 이번 사건의 수사 단서를 제공한 김용철 변호사도 참고인으로 불러 조사했다.
- 2008년 1월 28일

특검 수사팀은 삼성탈레스 박태진 사장과 장병조 삼성전자 부사장 등 계열사 임원 4명을 참고인 자격으로 소환 조사했다.
- 2008년 1월 30일

특검 수사팀의 윤정석 특검보는 삼성측의 증거 훼손과 소환 불응 등 수사에 지장을 주는 행태를 공개적으로 비판했다. 증거 인멸에 대한 구속수사는 전혀 이루어지지 않았다. 또한 특검의 한 관계자는 삼성전자 황창규 사장에 대해 소환을 통보했으나 해외 업체와 계약 관련 미팅을 이유로 불응하였다고 말하였다.
- 2008년 2월 2일

특검 수사팀은 2일 오후 배종렬 전 삼성물산 사장과 주웅식 에스원 전무, 김승언 삼성화재 전무 등 전·현직 임원 3명을 참고인 신분으로 소환해 조사했다.
- 2008년 2월 21일

경제개혁연대는 삼성물산이 카자흐스탄에서 운영했던 구리제련 업체인 카작무스 주식 저가 매각과 관련 회사에 손실을 끼친 회사 이사들의 배임 혐의와 비자금 조성 의혹에 대해서 삼성 특검팀에 공식수사를 요청했다.
- 2008년 2월 29일

김용철 변호사는 CBS 라디오에 출연해 "삼성은 비자금을 가지고 연예인 윤락까지 하는 사람들"이라고 주장하고,  "구조본(지금 전략기획실)의 핵심, 사장단, 부사장단, 현재 사장단 이런 사람들이 아주 비싼 윤락을 했답디다. 연예인이나 대학생이나, 그게 검찰에 적발되고 수사도 받았는데..."라고 말하였다.
- 2008년 3월 5일

천주교 정의구현사제단은 서울 상계동 천주교 수락산성당에서 기자회견을 열고 청와대 이종찬 민정수석, 김성호 국정원장 내정자, 황영기 전 우리금융 회장도 삼성의 로비 대상이었다고 주장하였다.
- 2008년 3월 12일

삼성그룹 경영권 불법승계 의혹을 받고 있는 이건희의 아들 이재용 삼성전자 전무가 특검에 출두하여 조사를 받았다.
김용철 변호사가 특검에 나와 밤 늦게까지 강도높은 조사를 받았으며 김 변호사는 중요기관에 로비를 담당한 삼성 임원 30명의 명단을 제출했다.
- 2008년 3월 13일

이학수 부회장은 한남동 삼성특검에 변호인과 함께 출석해 피의자 신분으로 오후 2시에서 새벽 1시 30분까지 조사를 받았다.
특검 수사팀은 이재용 삼성전자 전무 등 e삼성 사건의 피고발인 28명 전원에 대해 증거가 불충분하다며 불기소 처분을 내렸다.
김용철 변호사는 MBC와의 전화 통화에서 "(김성호 국정원장 내정자가) "학수형에게 말하면 술값을 줄 것이라고 자신에게 말했었다"고 밝히고 "한 번에 건네진 돈은 5백만 원 정도"라고 말했다.
- 2008년 3월 15일

특검 수사팀은 전용배 삼성전략기획실 상무를 피의자 신분으로 소환하여 조사하였다.
- 2008년 3월 19일

특검 수사팀은 이학수 전략기획실 부회장을 네 번째 소환해 15시간에 걸친 조사를 벌였다.
특검 수사팀은 이건희 회장이 삼성 전·현직 임원 명의로 삼성생명 주식을 차명으로 보유해, 최소 9천억 원 대의 비자금을 운영한 사실을 확인했다.
- 2008년 3월 20일

특검 수사팀은 20일 오후 로비 의혹과 관련해 김인주 전략기획실 사장을 재소환하여 조사하였다. 그리고 장충기 전략기획실 기획담당 부사장을 소환해 조사하였다.
삼성화재 권태명 상무보가 특검에 소환을 받아 삼성화재가 고객돈을 빼돌려 비자금 10억 원을 조성한 경위에 대하여 조사를 받았다.
이학수 부회장이 에버랜드 전환사채 발행과 이를 이재용 씨에게 배정하는 과정에 구조본이 조직적으로 개입했음을 인정했다.
- 2008년 4월 2일

"미술품 구입의혹" 조사를 위하여 삼성그룹 이건희 회장의 부인 홍라희를 소환 조사 하였다.
- 2008년 4월 4일

이건희 삼성 그룹 회장이 특검에 직접 출석해 조사받았다.
- 2008년 4월 11일

이건희 삼성그룹 회장이 특검에 다시 소환되었다.
- 2008년 4월 17일

삼성 관련 의혹 등을 수사해 온 조준웅 특별검사가 수사 결과를 발표했다.
- 2008년 9월 10일

이건희 전 삼성그룹 회장에게 징역 7년과 벌금 3천500억 원을 구형했다.
- 2008년 10월 10일

이건희 전 삼성그룹 회장이 항소심에서 조세포탈 혐의에 대해서만 일부 유죄를 인정해 이 전 회장에게 징역 3년에 집행유예 5년, 벌금 1천100억원을 선고했다. '경영권 불법승계'에 대해서는 무죄판결됐다.
- 2009년 5월 29일

삼성그룹 경영권 승계를 위해  에버랜드 전환사채(CB)를 저가로 발행해 아들에게 증여한 혐의로 기소된 이건희 전 삼성그룹 회장에 대해 무죄가 확정됐다.
- 2009년 7월 29일

삼성SDS 신주인수권부사채 저가 배정 사건으로 기소된 이건희 전 삼성그룹 회장에 대한 파기환송심에서 징역 6년에 벌금 3000억원이 구형됐다.
- 2009년 8월 14일

삼성SDS 신주인수권부사채 저가 배정 사건으로 기소된 이건희 전 삼성그룹 회장과 임원들에 대한 파기환송심 선고공판에서 이 전 회장에게 징역 3년에 집행유예 5년, 벌금 1천100억원을 선고했다. 이학수 전 부회장은 징역 2년6월에 집행유예 5년, 김인주 전 사장은 징역 3년에 집유 5년을 선고받았다.

### 삼성의 자료 은폐
압수수색 당일 삼성 직원이 “특검 때 ‘쓰레기차 3대’ 분량 서류 버렸다”고 증언했다. 삼성 직원들은 “검찰이 오고 있으니 마저 치워라”는 지시를 받았다. 직원들은, 특검이 왔을 때에 ‘그 박스엔 쓰레기만 담길 거다’ 비웃었다.

### 수사종료 및 기소
2008년 4월 18일 삼성특별검사 조준웅은 삼성의 불법 상속에 면죄부를 주었다는 평가를 받는 수사의 결과를 발표하였다. 그는 이건희를 구속하지 않은 이유에 대해서 아래와 같이 말했다.
조직 구성원의 개인적 탐욕에서 비롯된 전형적인 배임, 조세 포탈 범죄와는 다른 측면이 있습니다. 평등한 법적용이 그 법의 적용을 받는 대상이 갖고 있는 개별적 특수성이나 시대적 상황 등 다른 요소는 전혀 외면한 채 기계적으로 똑같이 적용하라는 것은 아니라고 할 것입니다.— 조준웅

조준웅 삼성특검은 이건희 삼성회장을 불구속 기소했다.

### 여론 및 경제계의 반응
2007년 12월 24일 여론조사기관 리얼미터는 국민 56%가 삼성 특검 큰 기대를 안하고, 20.6%가 잘 밝혀낼 것을 기대한다는 여론 조사 결과를 발표하였다.
2008년 1월 18일 김성호 전 법무부 장관은 18일 삼성 비자금 의혹 특검 수사에 대해 “외과수술처럼 잘해서 환부(患部)를 도려내야 하지만 병을 고친다고 사람까지 잡는 식의 수사를 해서는 안 된다”고 말했다.
2008년 3월 19일 참여연대는 삼성특검팀이 삼성 차명계좌 조성에 핵심적인 인물로 지목되는 황영기 전 우리금융지주 회장을 소환하지 않고 서면으로만 조사한 후 출국금지 조치를 해제한 것에 대하여 재계와 정치권의 눈치를 보는 봐주기 수사라고 비판하였다.
전경련등 5대 재계단체에서는 공동성명을 통해 이 회장의 소환이 기업의 대외신인도를 떨어뜨릴수있다는 우려를 표명하였다. 삼성그룹과 재계는 삼성 특검이 장기화되면서 협력업체를 비롯해 기업 활동이 위축되고 있다며 특검이 하루 빨리 마무리되어 조속히 경영이 정상화되기를 바라고 있다.

## 삼성의 대응
2008년 4월 22일 이건희 회장이 퇴진하고 '삼성 경영 쇄신안'이 발표되었다.

## 같이 보기
- 삼성 비자금 관련 폭로
- 삼성 비자금 의혹관련 특별검사의 임명 등에 관한 법률
- 이상호 엑스파일
- 삼성 에버랜드 전환사채 저가 배정 사건
- 삼성 경영권 불법 승계 등에 대한 재판
- 사카린 밀수 사건
- 국회 오물투척사건